# Lancer du marteau masculin aux Jeux olympiques d'été de 2016
Pour un article plus général, voir Athlétisme aux Jeux olympiques d'été de 2016.
Navigation
Londres 2012 Tokyo 2020
L'épreuve du lancer du marteau masculin aux Jeux olympiques de 2016 se déroule les 17 et 19 août 2016 au Stade olympique de Rio de Janeiro, au Brésil. Elle est remportée par le Tadjik Dilshod Nazarov avec la marque de 78,68 m.

## Résultats

### Finale
| Rang               | Athlète               | Pays        | Essais | Essais | Essais | Essais | Essais | Essais | Marque | Notes |
| Rang               | Athlète               | Pays        | 1      | 2      | 3      | 4      | 5      | 6      | Marque | Notes |
| ------------------ | --------------------- | ----------- | ------ | ------ | ------ | ------ | ------ | ------ | ------ | ----- |
| Médaille d'or      | Dilshod Nazarov       | Tadjikistan | 76.16  | 77.27  | 78.07  | 77.17  | 78.68  | 77.68  | 78.68  |       |
| Médaille d'argent  | Ivan Tsikhan          | Biélorussie | 76.13  | 77.43  | 73.48  | x      | 77.79  | 76.34  | 77.79  |       |
| Médaille de bronze | Wojciech Nowicki      | Pologne     | x      | 74.94  | 74.97  | x      | x      | 77.73  | 77.73  |       |
| 4                  | Diego del Real        | Mexique     | 73.35  | 73.58  | 76.05  | x      | 70.83  | 73.57  | 76.05  |       |
| 5                  | Marcel Lomnický       | Slovaquie   | 73.33  | 72.65  | 74.96  | 75.09  | 75.97  | 74.64  | 75.97  |       |
| 6                  | Ashraf Amgad el-Seify | Qatar       | 73.88  | 75.40  | 74.45  | 75.20  | 75.46  | 74.25  | 75.46  |       |
| 7                  | Krisztián Pars        | Hongrie     | 74.77  | 75.15  | 75.28  | 74.89  | 74.62  | x      | 75.28  |       |
| 8                  | David Söderberg       | Finlande    | 72.30  | x      | 74.61  | 74.38  | x      | x      | 74.61  |       |
| 9                  | Siarhei Kalamoyets    | Biélorussie | 74.22  | 74.17  | 73.70  |        |        |        | 74.22  |       |
| 10                 | Serghei Marghiev      | Moldavie    | 73.31  | 74.14  | x      |        |        |        | 74.14  |       |
| 11                 | Yevhen Vynohradov     | Ukraine     | 73.39  | x      | 74.11  |        |        |        | 74.11  |       |
| 12                 | Wagner Domingos       | Brésil      | x      | 71.97  | 72.28  |        |        |        | 72.28  |       |

### Qualifications
- Limite de qualification : 76,50 m (Q) ou les 12 meilleurs lanceurs.

| Rang | Groupe | Nom                    | Pays               | #1    | #2    | #3    | Marque | Notes |
| ---- | ------ | ---------------------- | ------------------ | ----- | ----- | ----- | ------ | ----- |
| 1    | B      | Wojciech Nowicki       | Pologne            | 74.39 | 74.09 | 77.64 | 77.64  | Q     |
| 2    | B      | Ivan Tsikhan           | Biélorussie        | 76.51 | –     | –     | 76.51  | Q     |
| 3    | B      | Dilshod Nazarov        | Tadjikistan        | 75.46 | 76.39 | –     | 76.39  | q     |
| 4    | B      | Krisztian Pars         | Hongrie            | 73.54 | 75.49 | –     | 75.49  | q     |
| 5    | B      | Diego del Real         | Mexique            | 73.20 | 75.19 | x     | 75.19  | q     |
| 6    | B      | Serghei Marghiev       | Moldavie           | 74.97 | 73.74 | x     | 74.97  | q     |
| 7    | B      | David Söderberg        | Finlande           | 74.55 | 70.91 | 74.64 | 74.64  | q     |
| 8    | B      | Siarhei Kalamoyets     | Biélorussie        | 71.10 | 74.29 | 73.00 | 74.29  | q     |
| 9    | A      | Wagner Domingos        | Brésil             | 71.93 | 74.17 | 73.65 | 74.17  | q     |
| 10   | A      | Marcel Lomnicky        | Slovaquie          | 74.16 | x     | 73.47 | 74.16  | q     |
| 11   | A      | Yevhen Vynohradov      | Ukraine            | 73.46 | 71.85 | 73.95 | 73.95  | q     |
| 12   | A      | Ashraf Amgad el-Seify  | Qatar              | 72.99 | 72.62 | 73.47 | 73.47  | q     |
| 13   | A      | Pavel Bareisha         | Biélorussie        | x     | x     | 73.33 | 73.33  |       |
| 14   | A      | Roberto Janet          | Cuba               | 72.77 | 71.53 | 73.23 | 73.23  |       |
| 15   | B      | Lukas Melich           | République tchèque | 70.73 | 73.14 | 72.54 | 73.14  |       |
| 16   | B      | Conor McCullough       | États-Unis         | 70.64 | 66.30 | 72.88 | 72.88  |       |
| 17   | A      | Pawel Fajdek           | Pologne            | x     | 71.33 | 72.00 | 72.00  |       |
| 18   | A      | Rudy Winkler           | États-Unis         | x     | 71.89 | x     | 71.89  |       |
| 19   | B      | Chris Bennett          | Grande-Bretagne    | 68.44 | 70.47 | 71.32 | 71.32  |       |
| 20   | B      | Mihail Anastasakis     | Grèce              | 71.07 | x     | 71.28 | 71.28  |       |
| 21   | A      | Mark Dry               | Grande-Bretagne    | 70.26 | x     | 71.03 | 71.03  |       |
| 22   | B      | Nick Miller            | Grande-Bretagne    | x     | x     | 70.83 | 70.83  |       |
| 23   | B      | Suhrob Khodjaev        | Ouzbékistan        | 68.83 | x     | 70.11 | 70.11  |       |
| 24   | B      | Esref Apak             | Turquie            | x     | x     | 70.08 | 70.08  |       |
| 24   | A      | Roberto Sawyers        | Costa Rica         | 70.08 | x     | x     | 70.08  |       |
| 26   | A      | Mohamed Mahmoud Hassan | Égypte             | 68.47 | 67.38 | 69.87 | 69.87  |       |
| 27   | A      | Javier Cienfuegos      | Espagne            | 68.88 | 69.73 | 68.69 | 68.88  |       |
| 28   | B      | Pezhman Ghalehnoei     | Iran               | 69.15 | x     | x     | 69.15  |       |
| 29   | A      | Kaveh Mousavi          | Iran               | 63.19 | 65.03 | x     | 65.03  |       |
| 30   | A      | Amanmurad Hommadov     | Turkménistan       | 61.55 | 61.99 | x     | 61.99  |       |
| –    | A      | Kibwe Johnson          | États-Unis         | x     | x     | x     | NM     |       |
| –    | A      | Marco Lingua           | Italie             | x     | x     | x     | NM     |       |

## Légende
Records et Performances
- AR : Record continental (area record)
- CR : Record des championnats (championship record)
- MR : Record du meeting (meet record)
- NR : Record national (national record)
- OR : Record olympique (olympic record)
- PR : Record paralympique (paralympic record)
- PB : Record personnel (personal best)
- SB : Meilleure performance personnelle de la saison (season's best)
- WL : Meilleure performance mondiale de l'année (world leader)
- WJR : Record du monde junior (world junior record)
- WR : Record du monde (world record)

Circonstances et Conditions
- DNF : N'a pas terminé (did not finish)
- DNS : N'a pas pris le départ (did not start)
- DQ : Disqualification (disqualification)
- NM : Aucun essai valable enregistré (No Mark)
- Q : Qualifié « directement » au prochain tour (ou à la prochaine compétition), lors d'une compétition majeure, grâce au classement ou à la réalisation des minima (automatic qualifier)
- q : Qualifié au prochain tour (ou à la prochaine compétition), lors d'une compétition majeure, grâce au repêchage ou à la réalisation de l'une des meilleures performances parmi celles des « non qualifiés directement » (grâce au meilleur temps ou à la meilleure distance par exemple) (secondary qualifier)